# Pentathlon moderno ai Giochi della IX Olimpiade
La competizione del pentathlon moderno ai Giochi della IX Olimpiade si svolse dal 31 luglio al 4 agosto 1928 ad Amsterdam. Allora si disputava un'unica gara quella dell'individuale maschile. Anche per questa edizione si ripete il dominio svedese vincendo oro e argento, alla Germania il bronzo.

## Risultati
Le prove si svolsero in questa successione:
- 31 luglio - Prova di Tiro - Zeeburg Shooting Grounds, Zeeburg
- 1º agosto - Prova di Nuoto - Olympic Sports Park Swim Stadium, Amsterdam
- 2 agosto - Prova di scherma - Schermzaal, Amsterdam
- 3 agosto - Prova di Corsa - Sports Park, Hilversum
- 4 agosto - Prova di Equitazione - Riding School, Amersfoort

Per ogni prova gli atleti ottenevano un punteggio uguale al piazzamento della singola gara (1 punto al 1°, 2 punti al 2° ecc.). L'atleta che terminava le 5 prove con minor punteggio risultava vincitore.

### Prova di tiro
| Pos. | Atleta                     | Nazione        | Centri | Punti |
| ---- | -------------------------- | -------------- | ------ | ----- |
| 1    | Heinz Hax                  | Germania       | 20     | 196   |
| 2    | Otto Olsen                 | Danimarca      | 20     | 194   |
| 3    | Ingvar Berg                | Svezia         | 20     | 191   |
| 4    | Helge Jensen               | Danimarca      | 20     | 189   |
| 5    | Alfred Goodwin             | Gran Bretagna  | 20     | 188   |
| 6    | Sven Thofelt               | Svezia         | 20     | 187   |
| 7    | Peter Hains                | Stati Uniti    | 20     | 187   |
| 8    | Christiaan Tonnet          | Paesi Bassi    | 20     | 186   |
| 9    | Eugenio Pagnini            | Italia         | 20     | 184   |
| 10   | Helmut Kahl                | Germania       | 20     | 184   |
| 11   | Willem van Rhijn           | Paesi Bassi    | 20     | 183   |
| 12   | Richard Mayo               | Stati Uniti    | 20     | 183   |
| 13   | Luigi Petrillo             | Italia         | 20     | 183   |
| 14   | Charles-Jean LeVavasseur   | Francia        | 20     | 168   |
| 15   | Bo Lindman                 | Svezia         | 20     | 158   |
| 16   | Hermann Hölter             | Germania       | 19     | 179   |
| 17   | Lance East                 | Gran Bretagna  | 19     | 173   |
| 18   | Zenon Małłysko             | Polonia        | 19     | 169   |
| 19   | Carlo Simonetti            | Italia         | 19     | 168   |
| 20   | Lauri Kettunen             | Finlandia      | 19     | 166   |
| 21   | Rudolf Růžička             | Cecoslovacchia | 19     | 160   |
| 22   | Tivadar Filótás            | Ungheria       | 19     | 159   |
| 23   | Pierre Coche               | Francia        | 19     | 150   |
| 24   | David Turquand-Young       | Gran Bretagna  | 18     | 162   |
| 25   | Charles Vannerom           | Belgio         | 18     | 155   |
| 26   | Stefan Szelestowski        | Polonia        | 18     | 155   |
| 27   | Édouard Écuyer de le Court | Belgio         | 18     | 151   |
| 28   | Franciszek Koprowski       | Polonia        | 18     | 146   |
| 29   | Charles Cumont             | Belgio         | 17     | 151   |
| 30   | Aubrey Newman              | Stati Uniti    | 17     | 147   |
| 31   | Henrik Avellan             | Finlandia      | 17     | 147   |
| 32   | Tjeerd Pasma               | Paesi Bassi    | 17     | 145   |
| 33   | André Crémon               | Francia        | 17     | 142   |
| 34   | Josef Schejbal             | Cecoslovacchia | 17     | 136   |
| 35   | Tauno Lampola              | Finlandia      | 16     | 137   |
| 36   | Sebastião Herédia          | Portogallo     | 15     | 132   |
| 37   | Kamil Gampe                | Cecoslovacchia | 13     | 111   |

### Prova di nuoto
| Pos. | Atleta                     | Nazione        | Tempo  |
| ---- | -------------------------- | -------------- | ------ |
| 1    | Eugenio Pagnini            | Italia         | 4'37"6 |
| 2    | Sven Thofelt               | Svezia         | 5'02"4 |
| 3    | Tauno Lampola              | Finlandia      | 5'11"4 |
| 4    | Aubrey Newman              | Stati Uniti    | 5'16"2 |
| 5    | Bo Lindman                 | Svezia         | 5'19"4 |
| 6    | Luigi Petrillo             | Italia         | 5'20"4 |
| 7    | David Turquand-Young       | Gran Bretagna  | 5'23"6 |
| 8    | Hermann Hölter             | Germania       | 5'30"0 |
| 9    | Helmut Kahl                | Germania       | 5'34"4 |
| 10   | Willem van Rhijn           | Paesi Bassi    | 5'37"2 |
| 11   | Ingvar Berg                | Svezia         | 5'39"2 |
| 12   | Stefan Szelestowski        | Polonia        | 5'39"6 |
| 13   | Tjeerd Pasma               | Paesi Bassi    | 5'43"0 |
| 14   | Édouard Écuyer de le Court | Belgio         | 5'46"4 |
| 15   | Heinz Hax                  | Germania       | 5'50"8 |
| 16   | Carlo Simonetti            | Italia         | 5'52"2 |
| 17   | Henrik Avellan             | Finlandia      | 5'55"2 |
| 18   | Sebastião Herédia          | Portogallo     | 6'01"0 |
| 19   | Zenon Małłysko             | Polonia        | 6'04"0 |
| 20   | Helge Jensen               | Danimarca      | 6'05"0 |
| 21   | Charles-Jean LeVavasseur   | Francia        | 6'07"4 |
| 22   | Lauri Kettunen             | Finlandia      | 6'15"0 |
| 23   | Richard Mayo               | Stati Uniti    | 6'18"0 |
| 24   | Christiaan Tonnet          | Paesi Bassi    | 6'20"6 |
| 25   | Rudolf Růžička             | Cecoslovacchia | 6'21"8 |
| 26   | Peter Hains                | Stati Uniti    | 6'23"3 |
| 27   | Charles Vannerom           | Belgio         | 6'28"0 |
| 28   | Tivadar Filótás            | Ungheria       | 6'31"2 |
| 29   | Lance East                 | Gran Bretagna  | 6'36"6 |
| 30   | Kamil Gampe                | Cecoslovacchia | 6'48"6 |
| 31   | Charles Cumont             | Belgio         | 6'48"8 |
| 32   | Alfred Goodwin             | Gran Bretagna  | 6'53"2 |
| 33   | Pierre Coche               | Francia        | 6'58"8 |
| 34   | Franciszek Koprowski       | Polonia        | 7'04"6 |
| 35   | André Crémon               | Francia        | 7'05"0 |
| 36   | Josef Schejbal             | Cecoslovacchia | 7'40"8 |
| 37   | Otto Olsen                 | Danimarca      | 7'43"8 |

### Prova di scherma
La formula prevedeva quattro gironi di qualificazione, i primi cinque accedevano ai gironi di semifinali, successivamente i primi cinque accedevano al girone finale. 
Per determinare la classifica finale si disputarono dei barragge di cui non si conoscono i risultati.
| Pos. | Atleta                     | Nazione        | 1º turno | 1º turno | Semifinali | Semifinali | Finale | Finale |
| Pos. | Atleta                     | Nazione        | G P      | V        | G P        | V          | P      | V      |
| ---- | -------------------------- | -------------- | -------- | -------- | ---------- | ---------- | ------ | ------ |
| 1    | Helge Jensen               | Danimarca      | C 1°     | 6        | B 4°       | 5          | 1      | 6      |
| 2    | Helmut Kahl                | Germania       | D 5°     | 4        | B 2°       | 6          | 2      | 5      |
| 3    | Richard Mayo               | Stati Uniti    | A 1°     | 7        | A 3°       | 4          | 3      | 5      |
| 4    | Sven Thofelt               | Svezia         | B 2°     | 7        | B 3°       | 6          | 4      | 5      |
| 5    | Willem van Rhijn           | Paesi Bassi    | B 5°     | 5        | A 1°       | 8          | 5      | 5      |
| 6    | Otto Olsen                 | Danimarca      | B 1°     | 7        | A 2°       | 7          | 6      | 4      |
| 7    | Pierre Coche               | Francia        | C 5°     | 4        | A 4°       | 4          | 7      | 4      |
| 8    | Tivadar Filótás            | Ungheria       | D 3°     | 4        | A 5°       | 4          | 8      | 3      |
| 9    | Zenon Małłysko             | Polonia        | D 1°     | 5        | B 5°       | 5          | 9      | 3      |
| 10   | Aubrey Newman              | Stati Uniti    | D 4°     | 4        | B 1°       | 6          | 10     | 2      |
| 11   | Hermann Hölter             | Germania       | A 3°     | 5        | A 6°       | 4          |        |        |
| 12   | Édouard Écuyer de le Court | Belgio         | C 4°     | 4        | B 6°       | 4          |        |        |
| 13   | Josef Schejbal             | Cecoslovacchia | C 3°     | 5        | B 7°       | 4          |        |        |
| 14   | Carlo Simonetti            | Italia         | A 4°     | 4        | A 7°       | 3          |        |        |
| 15   | David Turquand-Young       | Gran Bretagna  | A 2°     | 5        | A 8°       | 3          |        |        |
| 16   | Henrik Avellan             | Finlandia      | C 2°     | 6        | B 8°       | 3          |        |        |
| 17   | Charles-Jean LeVavasseur   | Francia        | B 4°     | 5        | B 9°       | 3          |        |        |
| 18   | Lauri Kettunen             | Finlandia      | B 3°     | 5        | A 9°       | 3          |        |        |
| 19   | Rudolf Růžička             | Cecoslovacchia | D 2°     | 5        | A 10°      | 2          |        |        |
| 20   | Sebastião Herédia          | Portogallo     | A 5°     | 4        | B 10°      | 1          |        |        |
| 21   | Heinz Hax                  | Germania       | B 6°     | 4        |            |            |        |        |
| 22   | Bo Lindman                 | Svezia         | A 6°     | 3        |            |            |        |        |
| 23   | Alfred Goodwin             | Gran Bretagna  | D 6°     | 3        |            |            |        |        |
| 24   | Lance East                 | Gran Bretagna  | C 6°     | 3        |            |            |        |        |
| 25   | Peter Hains                | Stati Uniti    | B 7°     | 3        |            |            |        |        |
| 26   | Charles Vannerom           | Belgio         | A 7°     | 3        |            |            |        |        |
| 27   | Christiaan Tonnet          | Paesi Bassi    | C 7°     | 3        |            |            |        |        |
| 28   | Charles Cumont             | Belgio         | D 7°     | 3        |            |            |        |        |
| 29   | Eugenio Pagnini            | Italia         | C 8°     | 2        |            |            |        |        |
| 30   | Franciszek Koprowski       | Polonia        | B 8°     | 2        |            |            |        |        |
| 31   | Tauno Lampola              | Finlandia      | A 8°     | 2        |            |            |        |        |
| 32   | André Crémon               | Francia        | D 8°     | 3        |            |            |        |        |
| 33   | Luigi Petrillo             | Italia         | B 9°     | 2        |            |            |        |        |
| 34   | Tjeerd Pasma               | Paesi Bassi    | D 9°     | 2        |            |            |        |        |
| 35   | Stefan Szelestowski        | Polonia        | A 9°     | 1        |            |            |        |        |
| 36   | Ingvar Berg                | Svezia         | C 9°     | 1        |            |            |        |        |
| 37   | Kamil Gampe                | Cecoslovacchia | B 10°    | 0        |            |            |        |        |

### Prova di corsa
| Pos. | Atleta                     | Nazione        | Tempo   |
| ---- | -------------------------- | -------------- | ------- |
| 1    | Stefan Szelestowski        | Polonia        | 14'14"2 |
| 2    | Tauno Lampola              | Finlandia      | 14'24"2 |
| 3    | Bo Lindman                 | Svezia         | 14'30"2 |
| 4    | Christiaan Tonnet          | Paesi Bassi    | 14'37"4 |
| 5    | Tjeerd Pasma               | Paesi Bassi    | 14'37"6 |
| 6    | Eugenio Pagnini            | Italia         | 14'39"6 |
| 7    | Ingvar Berg                | Svezia         | 14'40"8 |
| 8    | Aubrey Newman              | Stati Uniti    | 14'43"6 |
| 9    | David Turquand-Young       | Gran Bretagna  | 14'48"2 |
| 10   | Lauri Kettunen             | Finlandia      | 15'02"8 |
| 11   | Otto Olsen                 | Danimarca      | 15'19"2 |
| 11   | Richard Mayo               | Stati Uniti    | 15'19"2 |
| 13   | Hermann Hölter             | Germania       | 15'20"4 |
| 14   | Alfred Goodwin             | Gran Bretagna  | 15'23"0 |
| 15   | Henrik Avellan             | Finlandia      | 15'28"8 |
| 16   | Luigi Petrillo             | Italia         | 15'29"6 |
| 17   | Willem van Rhijn           | Paesi Bassi    | 15'31"0 |
| 18   | Zenon Małłysko             | Polonia        | 15'32"0 |
| 19   | Helmut Kahl                | Germania       | 15'36"2 |
| 20   | Heinz Hax                  | Germania       | 15'40"0 |
| 21   | Sven Thofelt               | Svezia         | 15'48"8 |
| 22   | Peter Hains                | Stati Uniti    | 15'55"0 |
| 23   | Franciszek Koprowski       | Polonia        | 16'07"0 |
| 24   | André Crémon               | Francia        | 16'07"4 |
| 25   | Édouard Écuyer de le Court | Belgio         | 16'12"4 |
| 26   | Charles-Jean LeVavasseur   | Francia        | 16'21"8 |
| 27   | Sebastião Herédia          | Portogallo     | 16'40"2 |
| 28   | Rudolf Růžička             | Cecoslovacchia | 16'50"8 |
| 29   | Helge Jensen               | Danimarca      | 16'51"6 |
| 30   | Lance East                 | Gran Bretagna  | 16'58"6 |
| 31   | Josef Schejbal             | Cecoslovacchia | 17'16"2 |
| 32   | Carlo Simonetti            | Italia         | 17'19"6 |
| 33   | Tivadar Filótás            | Ungheria       | 17'20"6 |
| 34   | Charles Vannerom           | Belgio         | 17'28"6 |
| 35   | Pierre Coche               | Francia        | 17'35"6 |
| 36   | Charles Cumont             | Belgio         | 17'44"8 |
| 37   | Kamil Gampe                | Cecoslovacchia | 18'28"0 |

### Prova di equitazione
| Pos. | Atleta                     | Nazione        | Punti | Tempo   |
| ---- | -------------------------- | -------------- | ----- | ------- |
| 1    | Ingvar Berg                | Svezia         | 100   | 8'04"8  |
| 2    | Heinz Hax                  | Germania       | 100   | 8'09"4  |
| 3    | Carlo Simonetti            | Italia         | 100   | 8'28"4  |
| 4    | Henrik Avellan             | Finlandia      | 100   | 8'41"0  |
| 5    | Bo Lindman                 | Svezia         | 100   | 8'41"2  |
| 6    | Christiaan Tonnet          | Paesi Bassi    | 100   | 8'57"8  |
| 7    | Peter Hains                | Stati Uniti    | 100   | 9'01"0  |
| 8    | Lance East                 | Gran Bretagna  | 100   | 9'11"8  |
| 9    | Kamil Gampe                | Cecoslovacchia | 100   | 9'15"2  |
| 10   | David Turquand-Young       | Gran Bretagna  | 100   | 9'21"2  |
| 11   | Lauri Kettunen             | Finlandia      | 100   | 9'26"0  |
| 12   | Helmut Kahl                | Germania       | 100   | 9'27"6  |
| 13   | Zenon Małłysko             | Polonia        | 100   | 9'42"0  |
| 14   | Sven Thofelt               | Svezia         | 100   | 9'47"0  |
| 15   | Luigi Petrillo             | Italia         | 97    | 9'35"4  |
| 16   | Tivadar Filótás            | Ungheria       | 97    | 9'38"4  |
| 17   | André Crémon               | Francia        | 94    | 9'47"6  |
| 18   | Tauno Lampola              | Finlandia      | 93    | 10'16"2 |
| 19   | Helge Jensen               | Danimarca      | 91    | 10'23"4 |
| 20   | Charles Cumont             | Belgio         | 91    | 9'54"4  |
| 21   | Hermann Hölter             | Germania       | 88    | 10'07"6 |
| 21   | Pierre Coche               | Francia        | 88    | 10'07"6 |
| 23   | Charles Vannerom           | Belgio         | 85    | 10'26"6 |
| 24   | Tjeerd Pasma               | Paesi Bassi    | 85    | 9'02"6  |
| 25   | Alfred Goodwin             | Gran Bretagna  | 84    | 10'12"2 |
| 26   | Otto Olsen                 | Danimarca      | 80    | 10'02"0 |
| 27   | Franciszek Koprowski       | Polonia        | 78    | 10'52"0 |
| 28   | Willem van Rhijn           | Paesi Bassi    | 74    | 11'22"0 |
| 29   | Eugenio Pagnini            | Italia         | 69    | 11'51"4 |
| 30   | Josef Schejbal             | Cecoslovacchia | 55    | 12'19"0 |
| 31   | Aubrey Newman              | Stati Uniti    | 38    | 12'57"8 |
| 32   | Sebastião Herédia          | Portogallo     | 6     | 15'35"2 |
| 33   | Édouard Écuyer de le Court | Belgio         | -66   | 12'40"8 |
| 34   | Rudolf Růžička             | Cecoslovacchia | -88   | 17'10"0 |
| 35   | Charles-Jean LeVavasseur   | Francia        | DQ    | 9'03"0  |
| 36   | Stefan Szelestowski        | Polonia        | DQ    | 10'16"6 |
| 37   | Richard Mayo               | Stati Uniti    | DQ    | 10'49"2 |

## Classifica Finale
| Pos.    | Atleta                     | Nazione        |    |    |    |    |    | Totale |
| ------- | -------------------------- | -------------- | -- | -- | -- | -- | -- | ------ |
| Oro     | Sven Thofelt               | Svezia         | 6  | 2  | 4  | 21 | 14 | 47     |
| Argento | Bo Lindman                 | Svezia         | 15 | 5  | 22 | 3  | 5  | 50     |
| Bronzo  | Helmut Kahl                | Germania       | 10 | 9  | 2  | 19 | 12 | 52     |
| 4       | Ingvar Berg                | Svezia         | 3  | 11 | 36 | 7  | 1  | 58     |
| 5       | Heinz Hax                  | Germania       | 1  | 15 | 21 | 20 | 2  | 59     |
| 6       | David Turquand-Young       | Gran Bretagna  | 24 | 7  | 15 | 9  | 10 | 65     |
| 7       | Christiaan Tonnet          | Paesi Bassi    | 8  | 24 | 27 | 4  | 6  | 69     |
| 7       | Hermann Hölter             | Germania       | 16 | 8  | 11 | 13 | 21 | 69     |
| 9       | Willem van Rhijn           | Paesi Bassi    | 11 | 10 | 5  | 17 | 28 | 71     |
| 10      | Helge Jensen               | Danimarca      | 4  | 20 | 1  | 29 | 19 | 73     |
| 11      | Eugenio Pagnini            | Italia         | 9  | 1  | 29 | 6  | 29 | 74     |
| 12      | Zenon Małłysko             | Polonia        | 18 | 19 | 9  | 18 | 13 | 77     |
| 13      | Lauri Kettunen             | Finlandia      | 20 | 22 | 18 | 10 | 11 | 81     |
| 14      | Otto Olsen                 | Danimarca      | 2  | 37 | 6  | 11 | 26 | 82     |
| 15      | Aubrey Newman              | Stati Uniti    | 30 | 4  | 10 | 8  | 31 | 83     |
| 15      | Henrik Avellan             | Finlandia      | 31 | 17 | 16 | 15 | 4  | 83     |
| 15      | Luigi Petrillo             | Italia         | 13 | 6  | 33 | 16 | 15 | 83     |
| 18      | Carlo Simonetti            | Italia         | 19 | 16 | 14 | 32 | 3  | 84     |
| 19      | Richard Mayo               | Stati Uniti    | 12 | 23 | 3  | 11 | 37 | 86     |
| 20      | Peter Hains                | Stati Uniti    | 7  | 26 | 25 | 22 | 7  | 87     |
| 21      | Tauno Lampola              | Finlandia      | 35 | 3  | 31 | 2  | 18 | 89     |
| 22      | Alfred Goodwin             | Gran Bretagna  | 5  | 32 | 23 | 14 | 25 | 99     |
| 23      | Tivadar Filótás            | Ungheria       | 22 | 28 | 8  | 33 | 16 | 107    |
| 24      | Tjeerd Pasma               | Paesi Bassi    | 32 | 13 | 34 | 5  | 24 | 108    |
| 24      | Lance East                 | Gran Bretagna  | 17 | 29 | 24 | 30 | 8  | 108    |
| 26      | Stefan Szelestowski        | Polonia        | 26 | 12 | 35 | 1  | 36 | 110    |
| 27      | Édouard Écuyer de le Court | Belgio         | 27 | 14 | 12 | 25 | 33 | 111    |
| 28      | Charles-Jean LeVavasseur   | Francia        | 14 | 21 | 17 | 26 | 35 | 113    |
| 29      | Pierre Coche               | Francia        | 23 | 33 | 7  | 35 | 21 | 119    |
| 30      | Rudolf Růžička             | Cecoslovacchia | 21 | 25 | 19 | 28 | 34 | 127    |
| 31      | Sebastião Herédia          | Portogallo     | 36 | 18 | 20 | 27 | 32 | 133    |
| 32      | Charles Vannerom           | Belgio         | 25 | 27 | 26 | 34 | 23 | 135    |
| 33      | André Crémon               | Francia        | 33 | 35 | 32 | 24 | 17 | 141    |
| 34      | Franciszek Koprowski       | Polonia        | 28 | 34 | 30 | 23 | 27 | 142    |
| 35      | Josef Schejbal             | Cecoslovacchia | 34 | 36 | 13 | 31 | 30 | 144    |
| 35      | Charles Cumont             | Belgio         | 29 | 31 | 28 | 36 | 20 | 144    |
| 37      | Kamil Gampe                | Cecoslovacchia | 37 | 30 | 37 | 37 | 9  | 150    |